# 大野宣明
大野 宣明（おおの のぶあき、1890年（明治23年）11月7日 - 1965年（昭和40年）4月7日）は、大日本帝国陸軍軍人。最終階級は陸軍少将。功四級。

## 経歴
1890年（明治23年）に東京府で生まれた。陸軍士官学校第23期、陸軍大学校第30期卒業。1935年（昭和10年）3月15日に陸軍歩兵大佐進級と同時に朝鮮軍高級参謀に就任し、1936年（昭和11年）8月に福井連隊区司令官に転じた。1937年（昭和12年）8月に歩兵第20連隊長（第2軍・第16師団・歩兵第19旅団）に就任し、日中戦争に出動。保定会戦参加後は華中に転じ、南京攻略戦に出動した。
1938年（昭和13年）7月15日に陸軍少将進級と同時に歩兵第38旅団長（朝鮮軍・第19師団）に就任し、羅南に赴任。直後に張鼓峰事件が発生すると倍以上の兵力を擁するソ連軍を相手に善戦した。1939年（昭和14年）3月9日に待命、3月22日に予備役に編入された。1945年（昭和20年）2月22日に召集され、大阪陸軍幼年学校長に就任した。
1947年（昭和22年）11月28日、公職追放仮指定を受けた。

## 栄典
勲章等
- 1940年（昭和15年）8月15日 - 紀元二千六百年祝典記念章[7]